# Foulques Bertrand de Provence
Pour l’article homonyme, voir Bertrand de Provence.
Foulques-Bertrand de Provence, également sous les formes Fou(l)que(s)-Bertran(d) ou simplement Bertran(d) Ier, né probablement vers 1014 et mort entre 1050/1054, est un comte indivis de Provence, issue de la branche cadette de la dynastie comtale de Provence.
Il dirige sa part de la Provence en indivision avec son plus jeune frère Geoffroi, se qualifiant de marquis, à la mort de leur cousin Guillaume III de Provence, devenant ainsi chefs de la dynastie. 

## Prénom
La graphie de son nom varie chez les auteurs. Manteyer (1908) utilise la forme Foulques-Bertrand, tout en précisant que « Ce fils puîné du comte Guillaume IV est donc connu sous le nom de Foulques en 1018, sous ceux de Foulques-Bertrand en 1019 et sous celui de Bertrand, depuis 1030 jusqu'à la date de sa mort ». Les auteurs contemporains utilisent les formes francisées Fouque et Foulque du nomen Fulco : Fouques-Bertrand (Aurell & al., 2005), Foulque-Bertrand (Settipani 2004), (Fouque)-Bertran (Mazel, 2011) ou encore simplement Bertrand (Varano, 2011)/Bertran I (Poly, 1976, Mazel, 2002). 

## Biographie

### Origines
Foulques-Bertrand naît vraisemblablement entre 1013 et 1015.
Il est le fils de Guillaume/Guilhem [II/III] († 1019), comte de Provence, et de Gerberge/Gerberga [de Bourgogne] († v. 1020/23),, fille d'Otte-Guillaume, comte de Bourgogne et d'Ermentrude,.
Il a deux frères, l'aîné Guillaume/Guilhem († v. 1030) et le cadet Geoffroi/Jauffre († v. 1060/1062),,. Les trois frères sont mentionnés dans un acte de 1018 aux côtés de leur grand-mère, la comtesse Adélaïde d'Anjou († 1026), et leur mère, la comtesse Gerberge.
Foulques-Bertrand épouse Hildegarde,, que l'on trouve également sous les formes Ermengarde (Poly, 1976), Ermengarda/Eldegarda (Mazell, 2011) ou encore Eldiarde (site Medlands), surnommée Euza/Eveza,,. Cette dernière n'est connue que par une charte de Montmajour de l'année 1040,. Le couple a deux fils, Guillaume V Bertrand et Geoffroi II,.

### Succession à son père, la crise provençale (1018-1037)
Son père, Guillaume/Guilhem [II/III], meurt le 4 mars 1019 (Manteyer donnait « 1018, après le 30 mai »), lors de la révolte de Pons de Fos, qui contrôle notamment « l’étang de Berre, ses salins et ses pêcheries »,,. À la suite de la mort du jeune comte, la période est marquée par la révolte de plusieurs seigneurs qui pillent notamment les terres données par les comtes à Cluny,. La mère du comte, Adélaïde, et son épouse, Gerberge, tentent de maintenir le contrôle sur la Provence. Adélaïde fait appel à son fils Guillaume III /Guilhem Taillefer, comte de Toulouse, qui intervient en 1021. La Provence est plus ou moins pacifiée vers 1023. Entre temps, les Fos occupent de nouveau leurs anciennes possessions.
Guillaume/Guilhem [II/III], avait hérité de son père, qui appartient à la branche cadette de la dynastie de Provence, « du sud et à l'est de la Durance, [correspondant] à la basse Provence et la Provence alpine ». Le frère aîné, Guillaume/Guilhem († v. 1030), semble succéder à son père, mais il meurt jeune et sans postérité,. Foulques-Bertrand et son cadet, Geoffroi/Jauffre, hérite en indivision de la Provence,, se qualifiant de comtes. À la mort de leur cousin au 5e degré, chef de la branche aînée de Provence, le marquis/comte /IV, en 1037, ils héritent d'un « quart indivis de la Provence qu'ils joignent à leur moitié », obtenant ainsi ce que l'on nomme la marche ou marquisat de Provence. Foulques-Bertrand, en tant qu'aîné, obtient Avignon, provenant de la branche aînée, tandis que Geoffroi s'installe à Arles, appartenant à leur père. Les deux frères cessent de porter le titre de comte se qualifiant désormais de marquis, titre que l'on trouve dans des actes de 1042, de 1044, de 1048 et de 1050.
Les révoltent reprennent à partir de 1030. Bertrand doit de nouveau combattre les seigneurs des Baux et de Fos. À la tête de l'ost comtal, composé par les vicomtes de Marseille et quelques seigneurs des Alpes, les combats s'engagent encore une fois sur les rives de l'étang de Berre où le prince réussit à battre ses vassaux révoltés. La paix est à peine revenue en 1032, que son suzerain Rodolphe de Bourgogne meurt. Suit une période trouble de lutte entre les prétendants, l'empereur Conrad le Salique et Eudes de Blois, qui meurt en 1037. À l'issue de cette guerre, le comté de Provence devient terre d'Empire, mais elle sera devenue en fait indépendante.

### Dans les actes médiévaux
Ces différents aléas ne l'empêchèrent pas de doter les abbayes : une donation de 1018 le cite aux côtés de ses frères, de sa mère Gerberge et de sa grand-mère Adélaïde d'Anjou. Guillaume étant mort entre-temps, trois autres donations, de 1030, de 1037 et de 1040, ne le citent qu'avec son frère le comte Geoffroy.
En 1040, les deux frères font séparément une donation à l'abbaye de Montmajour.
Un acte de 1044 permet d'attester la possession du château de Forcalquier, qui sera plus tard le centre du comté tenu par ses descendants.

### Mort et succession
La date de sa mort n'est pas précisément connue. Foulques-Bertrand semble mourir entre 1050 et 1054,. Manteyer (1908) indiquait que le marquis était « mort entre 1050 et 1054, probablement même avant le 27 avril 1051, son frère Geoffroy continue seul à se titrer marquis ». Poly (1976) indiquait quant à lui la date du « 22 janvier 1051/1052 ».
Les auteurs de l'ouvrage La Provence au Moyen Âge (2005) ou Mazell (2011) retiennent l'année 1051,, tandis que Varano (2011) indique vers 1051 ou 1053 .
Ses deux fils lui succèdent à Avignon,. Varano (2011) souligne leur rapide disparition en raison de « la rareté des actes dans lesquels ils apparaissent sur la rive occidentale de la Durance. » En effet, l'un comme l'autre décèdent au cours de la décennie des années 1060.

## Famille
Foulques-Bertrand épouse d'Hildegarde, dont sont issus deux fils, :
- Guillaume V Bertrand/Guilhem Bertran († entre 1063 et 1067), comte de Provence, marié à Azalaïs/Adélaïde/Alix, que les auteurs contemporains surnomment de Cavenez († apr. octobre 1113), fille du seigneur de Valpergue (Valperga), près de Turin italien[30].
- Geoffroi II († v. 1065), comte de Provence, marié à la comtesse Ermengarde[31].